# Michaił Kuzmin
Michaił Aleksiejewicz Kuzmin (ros. Михаил Алексеевич Кузмин; ur. 6 października?/18 października 1872 w Jarosławiu nad Wołgą, Imperium Rosyjskie, zm. 1 marca 1936 w Leningradzie, Rosyjska Federacyjna SRR) – rosyjski poeta, pisarz, krytyk literacki i kompozytor okresu rosyjskiego srebrnego wieku.

## Życiorys
Kuzmin pochodził z dawnej rodziny szlacheckiej, jednym z jego dalekich przodków był osiemnastowieczny francuski aktor Jean Aufresne-Rival, znany pod pseudonimem Aufresne, który przybył na dwór carski w czasach Katarzyny II. Aufresne osobiście znał Woltera (z którym zażyłą korespondencję prowadziła też Katarzyna) i grał w jego sztukach.
Rodzina Kuzmina częściowo należała do wyznania staroobrzędowców, co spowodowało, że pisarz zafascynował się archaiczną kulturą tego odłamu religijnego; nie stał się jednak członkiem wspólnoty staroobrzędowej.
W roku 1874 rodzina Kuzminów przeniosła się z Jarosławia do Saratowa, a następnie w 1884 – do Petersburga, gdzie młody Michaił Kuzmin wstąpił w 1891 do Konserwatorium na naukę u Nikołaja Rimskiego-Korsakowa i Anatolija Ladowa. Nie skończył jednak studiów w Konserwatorium, które po trzech latach porzucił. W tym też czasie odbył dwie podróże na południe (Grecja, Turcja, Egipt – 1895, Włochy – 1897), które zaważyły w dużym stopniu na charakterze jego późniejszej twórczości literackiej.
W pierwszych latach nowego wieku Kuzmin był stałym bywalcem salonu literackiego Wiaczesława Iwanowa, gdzie stał się członkiem mistyczno-erotycznego kręgu „wybranych”. Owa grupa artystyczne afirmowała zmysłowość i ezoteryczność w poezji i nazywała siebie hafizystami (od czternastowiecznego perskiego poety-mistyka Hafiza).
W 1913 związał się uczuciowo z poetą pochodzenia litewskiego, Osipem Jurkunasem (ps. Jurij Jurkun), któremu pomógł wydać pierwszy jego zbiorek wierszy. Sam też wydaje w tym czasie swoje najlepsze poezje.
Przewrót bolszewicki nie spełnił nadziei poety – już w marcu 1918 Kuzmin pisał: „Towarzysze dorwali się do władzy i zachowują się jak Attyla – żyć można tylko będąc sprytnym młodzieniaszkiem”. Rewolucję określał jako „koszmarny sen”.
Lata 20. są dla poety ciężkim okresem. Cudem uniknął zesłania i łagru – zważywszy na ekstrawaganckie maniery i sposób bycia znajdował się zawsze pod presją. W 1929 wydał swój ostatni zbiorek wierszy pt. Pstrąg rozbija lód. Późniejsze utwory zaginęły, zarekwirowane przez organa terroru państwowego. W radzieckiej „Encyklopedii Literackiej” (Литературная энциклопедия ) z 1931 twórczość Kuzmina określana jest jako przykład „procesu burżuazyjnego zwyrodnienia inteligencji szlacheckiej XX wieku”.
Zmarł 1 marca 1936 w leningradzkim szpitalu na astmę sercową.

## Osobowość
Kuzmin jest postrzegany jako osobowość zagadkowa i nierozpoznana. Jego niesamowite spojrzenie wywoływało dziwne uczucie u rozmówców, a i dziś przyciąga uwagę na zdjęciach. W rzeczywistości tworzył o samym sobie wiele legend i mitów i umiejętnie je rozpowszechniał. Warto zaznaczyć, że często „odmładzał się”, podając późniejszą o kilka lat datę urodzenia. Dlatego w niektórych starszych opracowaniach można spotkać błędną datę urodzenia Kuzmina (np. 1875 zamiast 1872).
Lubił epatować dziwnym ubiorem i ekscentrycznym stylem. Kuzmin nie był jedynym artystą swojej epoki, który przyciągał ekstrawaganckimi manierami – podobnie zachowania u poetów przełomu XIX i XX wieku były powszechne i Kuzmin w pełni uczestniczył w wyalienowanym życiu towarzyskim rosyjskiego Parnasu. Był nawet sekundantem Nikołaja Gumilowa w jego pojedynku z Maksimilianem Wołoszynem. Obaj poeci przeżyli starcie, zaś sam incydent (wywołany zazdrością o kobietę) został później nazwany „ostatnim pojedynkiem poetów”.
Natomiast zupełnie prawdziwa jest wiadomość o homoseksualnej orientacji pisarza, który raczej się z tym nie krył, często wywołując skandale towarzyskie. To nie spotykało się raczej z akceptacją nawet w środowisku artystycznym, a po śmierci Kuzmina stało się jedną z przyczyn skazania jego twórczości na przymusowe i długotrwałe zapomnienie. Jednak powtórne odkrycie jego dzieł, trwające od czasów pieriestrojki, sprawiło, że okrzyknięto Kuzmina rosyjskim Oskarem Wildem. Nie jest to bezpodstawnym sloganem, bo obu twórców łączy nie tylko orientacja seksualna, ale i niezwykła wrażliwość poetycka, wyczucie stylu i epoka w jakiej przyszło im żyć.

## Twórczość literacka
Pierwsza publikacja poetycka Kuzmina pt. Historia rycerza d’Alessio (1905) nie przyniosła większego zainteresowania ze strony krytyki. Dopiero o rok późniejsze Pieśni aleksandryjskie, będące owocem fascynacji starożytną Aleksandrią po podróży odbytej do tego miasta, wywołały zgodny zachwyt rosyjskich środowisk literackich. Maksimilian Wołoszyn nazwał zbiorek Kuzmina „kwiatami prawdziwej poezji antycznej”, zachwytu nie krył też Aleksandr Błok.
W tym samym (1906) roku, w redagowanym przez Walerija Briusowa czasopiśmie „Wiesy” ukazała się jedna z najsłynniejszych powieści Kuzmina pt. Skrzydła (Крылья). Sławę swoją zawdzięcza nie tylko niewątpliwym walorom literackim, ale i tematyce – pisarz odważył się otwarcie poruszyć temat miłości homoerotycznej. Tytuł jest wzięty z dialogu Fajdros Platona, w którym czytamy, że „ludziom wyrastają skrzydła”, gdy poznają istotę miłości i prawdziwego piękna. Ze strony większości krytyków Kuzmin spotkał się ze zdecydowanym odrzuceniem nowego dzieła, lecz właśnie kontrowersyjna tematyka wzbudziła zainteresowanie czytelników i powieść okazała się wielkim sukcesem wydawniczym – wznawiano ją kilkakrotnie w formie książkowej. W czasach stalinowskich zakazana, ponownie odkryta w ostatnich latach, powieść Skrzydła została uznana za sztandarowe dzieło rosyjskiej literatury homoerotycznej, a sam Kuzmin stał się ikoną rosyjskich gejów.
W 1910 Kuzmin opublikował artykuł pt. O pięknej jasności, który miał być deklaracją artystyczną jego twórczości. Zamierzał też stworzyć nowy prąd literacki, który nazwał klaryzmem (od łac. clarus – jasny); propozycja ta nie zyskała jednak większego oddźwięku wśród innych poetów. Natomiast w twórczości samego Kuzmina rozpoczął się w tym czasie okres nowych poszukiwań, który przyniósł owoce w postaci wybitnych zbiorków poetyckich, jak Sieci (Сети, 1908), Kuranty miłości (Куранты любви, 1910), Jesienne jeziora (Осенние озера, 1912), Gliniane gołąbki (Глинянные голубки, 1914). Poeta stara się w nich wyrazić afirmację życia, pochylić się nad pięknem codzienności. Jednocześnie wprowadza do swych coraz więcej elementów ezoteryzmu, zagadkowości i niesamowitości.
Twórczość Kuzmina jest trudna do zaklasyfikowania w ramach panujących prądów literackich. Blisko jest mu do akmeizmu i jako akmeistę jest traktowany przez niektórych badaczy, jednak nie da się ukryć i wpływów symbolizmu i ewolucji (zwłaszcza w późniejszej twórczości pisarza) w stronę ekspresjonizmu. Ponadto niezwykły indywidualizm Kuzmina, a także wpływ, jaki na jego twórczość wywarły często tak pozornie obce sobie style i filozofie (jak np. bizantynizm i rokoko), decydują o niepowtarzalnym charakterze spuścizny tego pisarza.

## Twórczość muzyczna
Jako kompozytor debiutował w 1898 zbiorkiem nutowym pt. Trzy romanse – były to pieśni napisane do jego własnych słów. Znaczenie dorobku kompozytorskiego Kuzmina jest raczej marginalne. Pisał głównie utwory kameralne, pieśni, muzykę dla spektakli. Natomiast nie sposób przecenić ogromnego znaczenia muzyki w twórczości literackiej Kuzmina – zarówno w jego poezji, jak i w prozie występują liczne odwołania do dzieł muzycznych, a także analogie formalne i różne próby „umuzycznienia” tekstu.

## Twórczość

### Proza
- 1906:
  - Krylja (ros. Крылья) – nowela
  - Podwigi Wielikogo Aleksandra (ros. Подвиги Великого Александра)
  - Przygody Aime Lebeufa[1] (ros. Приключения Эме Лебефа)
- 1909 – Putieszestwije sera Dżona Firfaksa po Turcii i drugim zamieczatielnym stranam (ros. Путешествие сэра Джона Фирфакса по Турции и другим замечательным странам)
- 1914:
  - Płatoniczeskaja Szarłotta (ros. Платоническая Шарлотта)
  - Nabieg na Barsukowku (ros. Набег на Барсуковку)
- 1915 – Kirikowa łodka (ros. Кирикова лодка)
- 1916 – Babuszka Margarita (ros. Бабушка Маргарита)
- 1919 – Czudiesnaja żyzn’ Iosifa Balzamo, grafa Kaliostro (ros. Чудесная жизнь Иосифа Бальзамо, графа Калиостро)
- 1925 – Piat’ razgoworow i odin słuczaj (ros. Пять разговоров и один случай)

### Zbiory wierszy
- 1908 – Sieti (ros. Сети)
- 1912 – Osiennije oziora (ros. Осенние озёра)
- 1914 – Glinianyje gołubki (ros. Глиняные голубки)
- 1918 – Wożatyj (ros. Вожатый)
- 1918 – Dwum (ros. Двум)
- 1920 – Zanawieszennyje kartinki (ros. Занавешенные картинки)
- 1921 – Echo (ros. Эхо)
- 1921 – Niezdiesznije wieczera (ros. Нездешние вечера)
- 1923 – Paraboły (ros. Параболы)
- 1924 – Nowyj Gul (ros. Новый Гуль)
- 1929 – Foriel razbiwajet lod (ros. Форель разбивает лёд)

### Publicystyka
- 1910 – O priekrasnoj jasnosti (ros. О прекрасной ясности)
- 1923 – Usłownosti (ros. Условности) – zbiór artykułów o sztuce
- 1934 – Dniewnik (ros. Дневник) – zbiór artykułów
- Strużki (ros. Стружки)